# Silhouette (album)
Silhouette – album saksofonisty Kenny’ego G, wydany w 1988 roku. Uplasował się on na szczycie notowania Contemporary Jazz Albums, na pozycji #8 listy Billboard 200 i #10 R&B/Hip-Hop Albums.

## Lista utworów
1. „Silhouette” - 5:25
2. „Trade Winds” - 4:12
3. „I'll Be Alright" - 4:08
4. „Against Doctor's Orders” - 4:44
5. „Pastel” - 5:44
6. „We've Saved the Best for Last” - 4:20
7. „All in One Night” - 5:19
8. „Summer Song” - 4:34
9. „Let Go” - 5:49
10. „Home” - 4:20

## Single
| Rok  | Tytuł                           | Pozycje na listach    | Pozycje na listach                  | Pozycje na listach |
| Rok  | Tytuł                           | US Adult Contemporary | US Hot R&B/Hip-Hop Singles & Tracks | US Hot 100         |
| ---- | ------------------------------- | --------------------- | ----------------------------------- | ------------------ |
| 1988 | „Silhouette"                    | #2                    | #35                                 | #13                |
| 1989 | „Against Doctor’s Orders”       |                       | #65                                 |                    |
| 1989 | „We've Saved the Best for Last” | #4                    | #18                                 | #47                |